# Nationaal park Tablas de Daimiel
Het nationaal park Tablas de Daimiel (Spaans: Parque nacional de las Tablas de Daimiel) is een natuurgebied op de hoogvlakte van La Mancha in de Spaanse provincie Ciudad Real. Het is een drasland in een droog gebied in Spanje. Tablas de Daimiel is het kleinste van de zestien nationale parken in Spanje. Het omvat een oppervlakte van 19,28 km².
Tablas de Daimiel heeft niet alleen de status van nationaal park, het is ook:
- een drasland op de lijst van de Conventie van Ramsar
- het hart van het biosfeerreservaat Mancha Húmeda
- een speciaal Natura 2000-vogelbeschermingsgebied

## Afbeeldingen

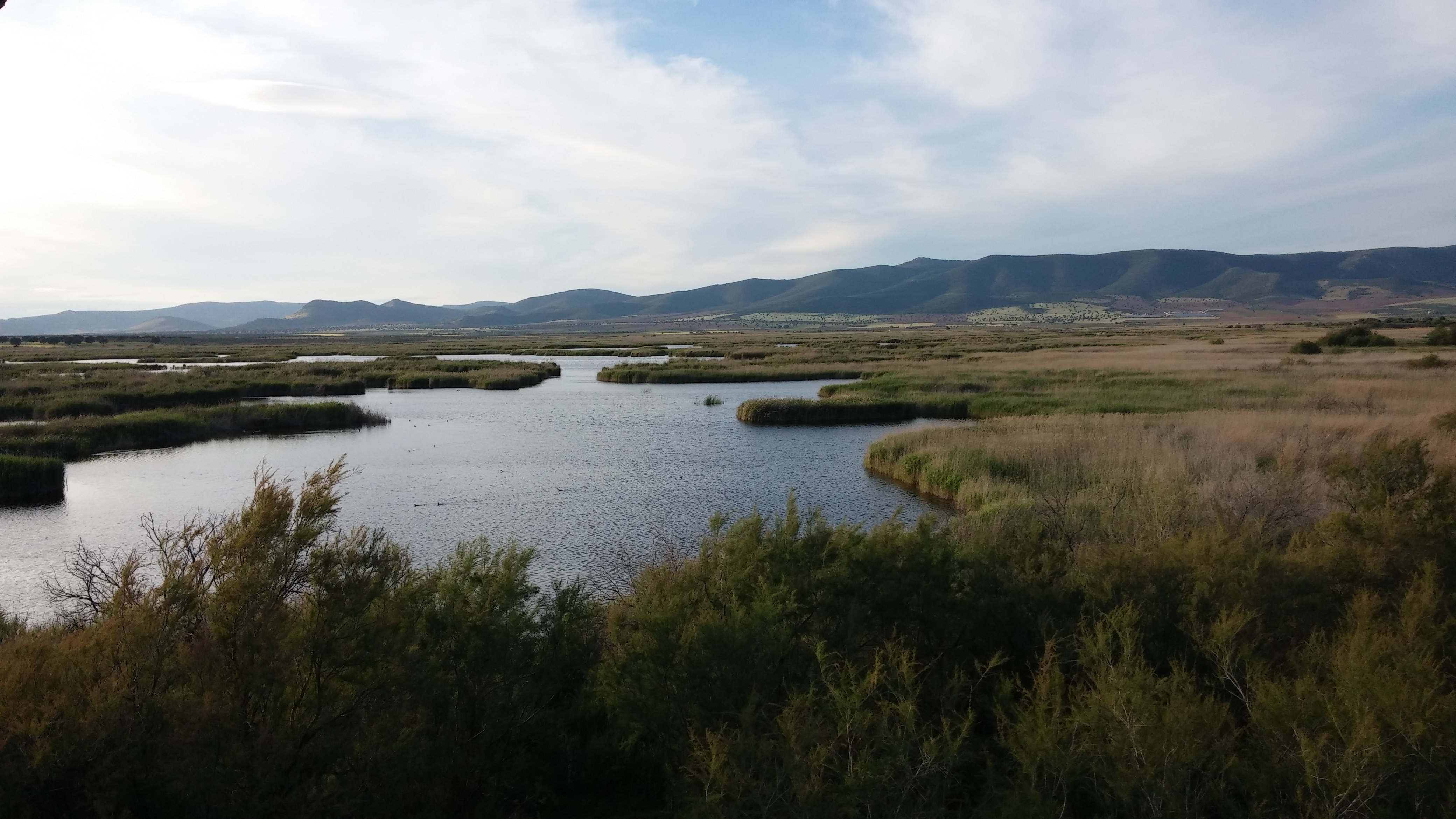
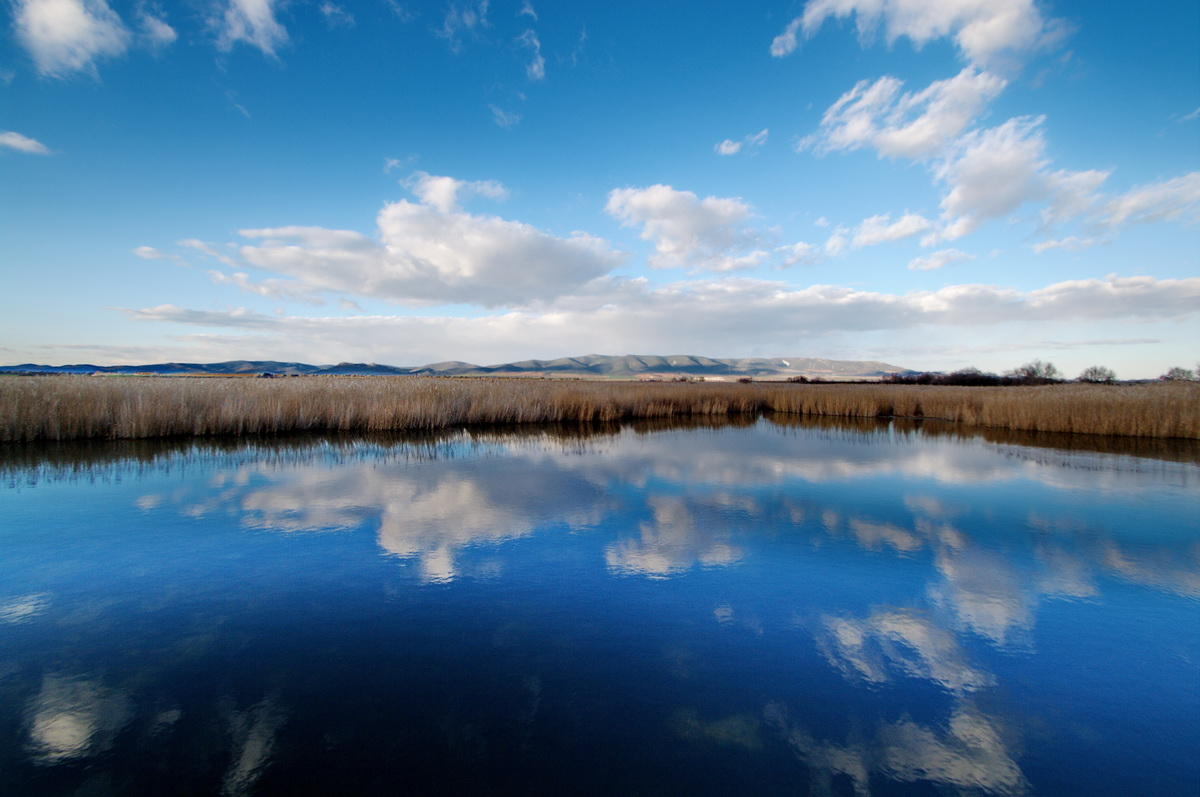
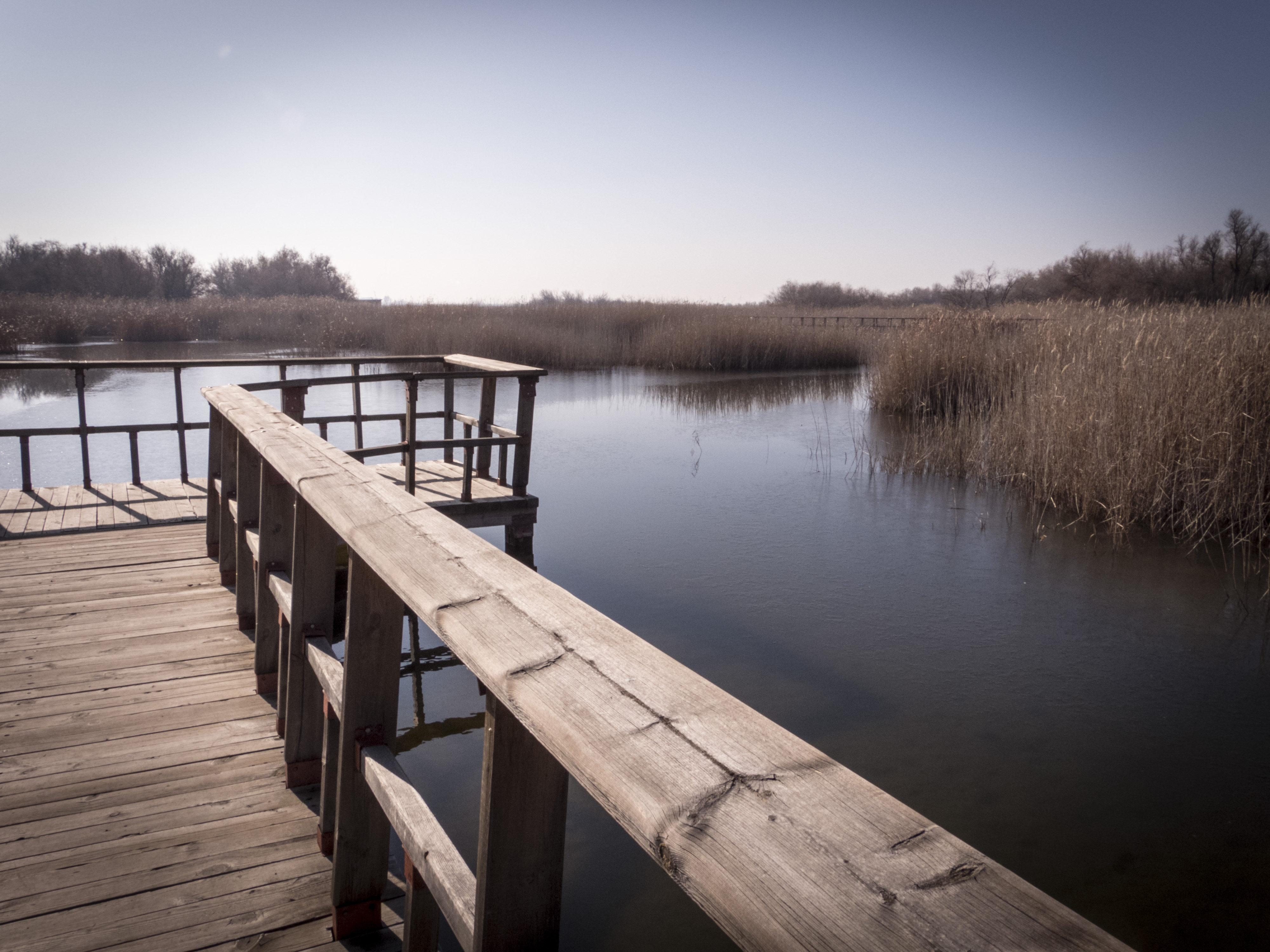
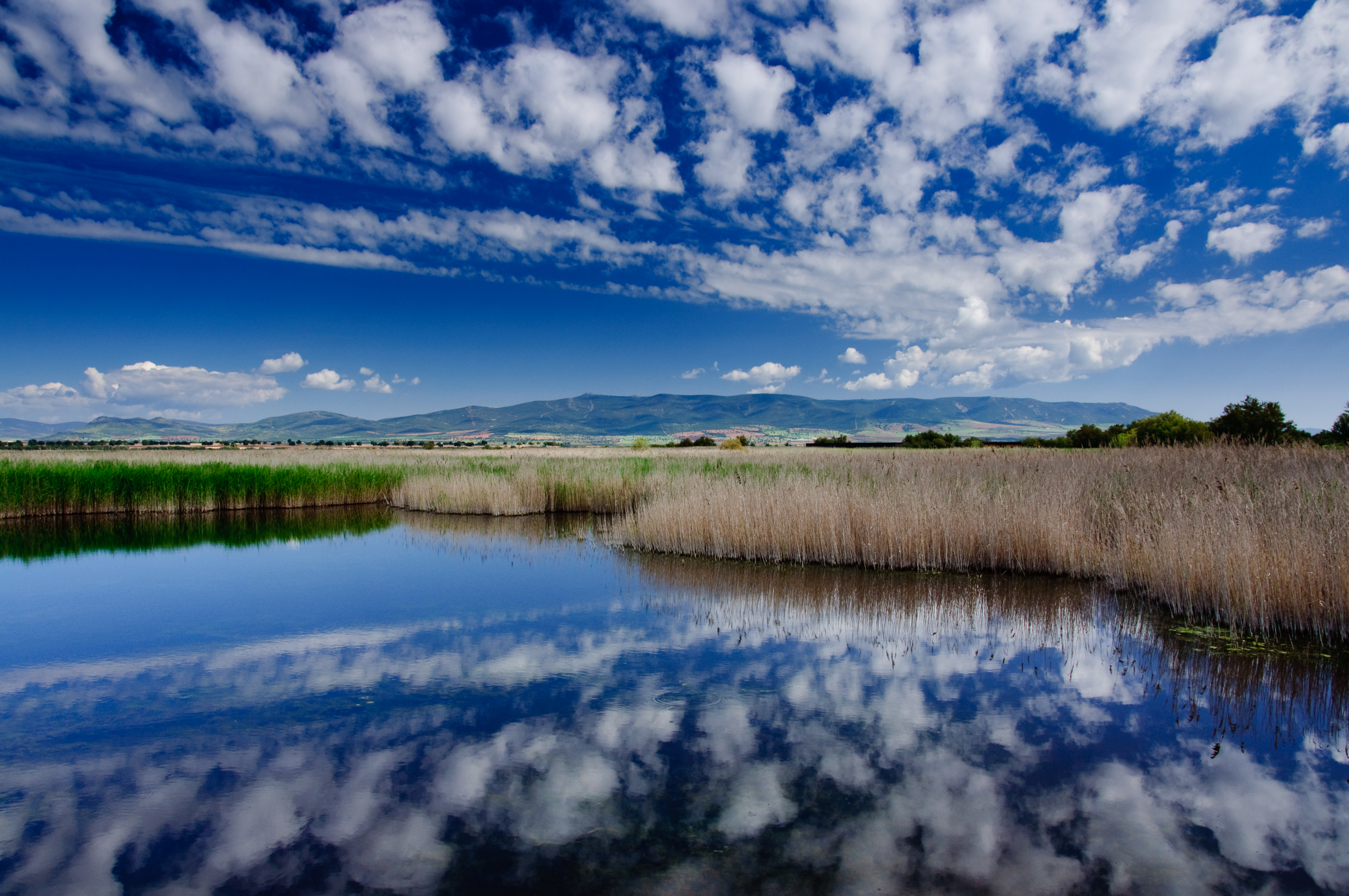
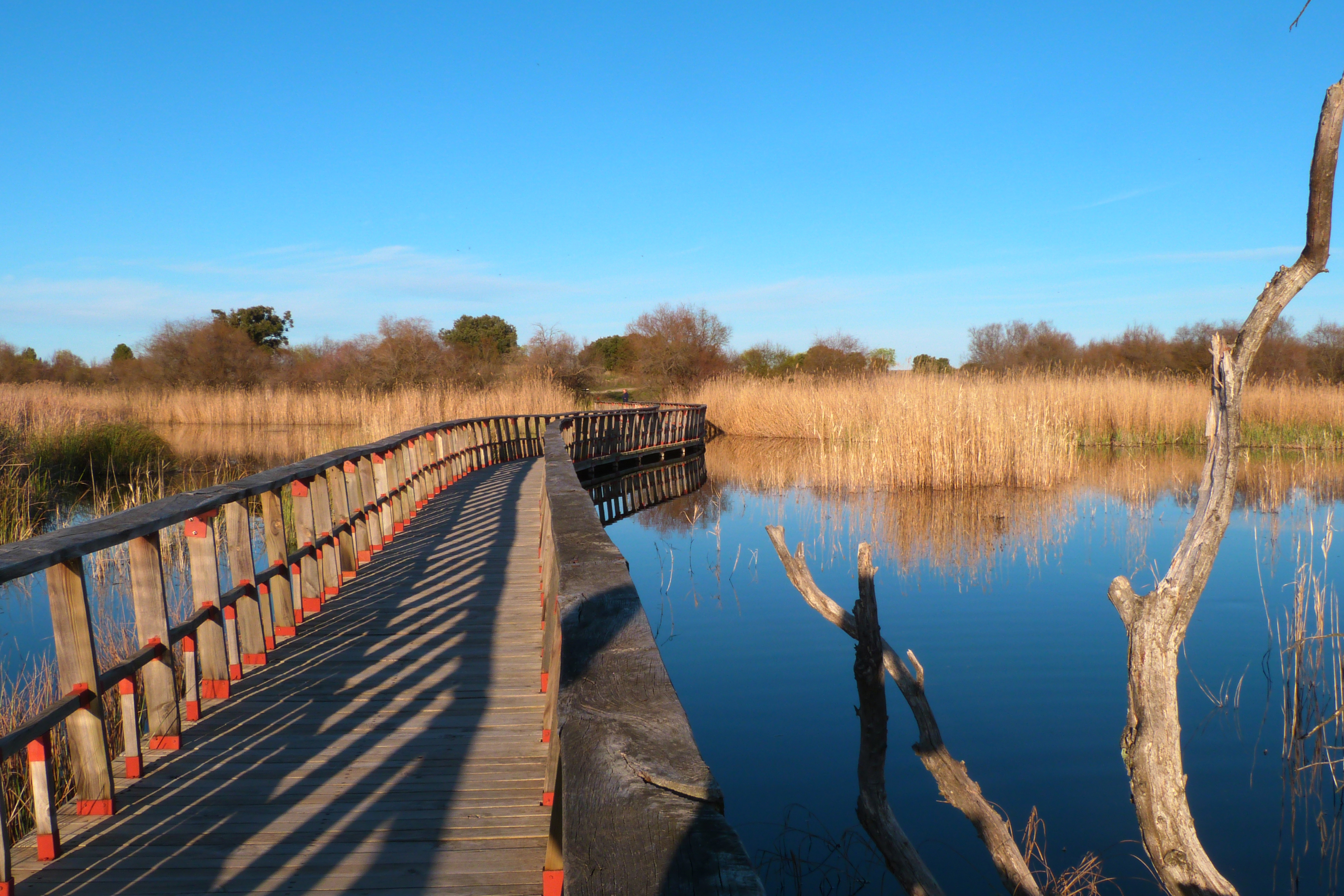
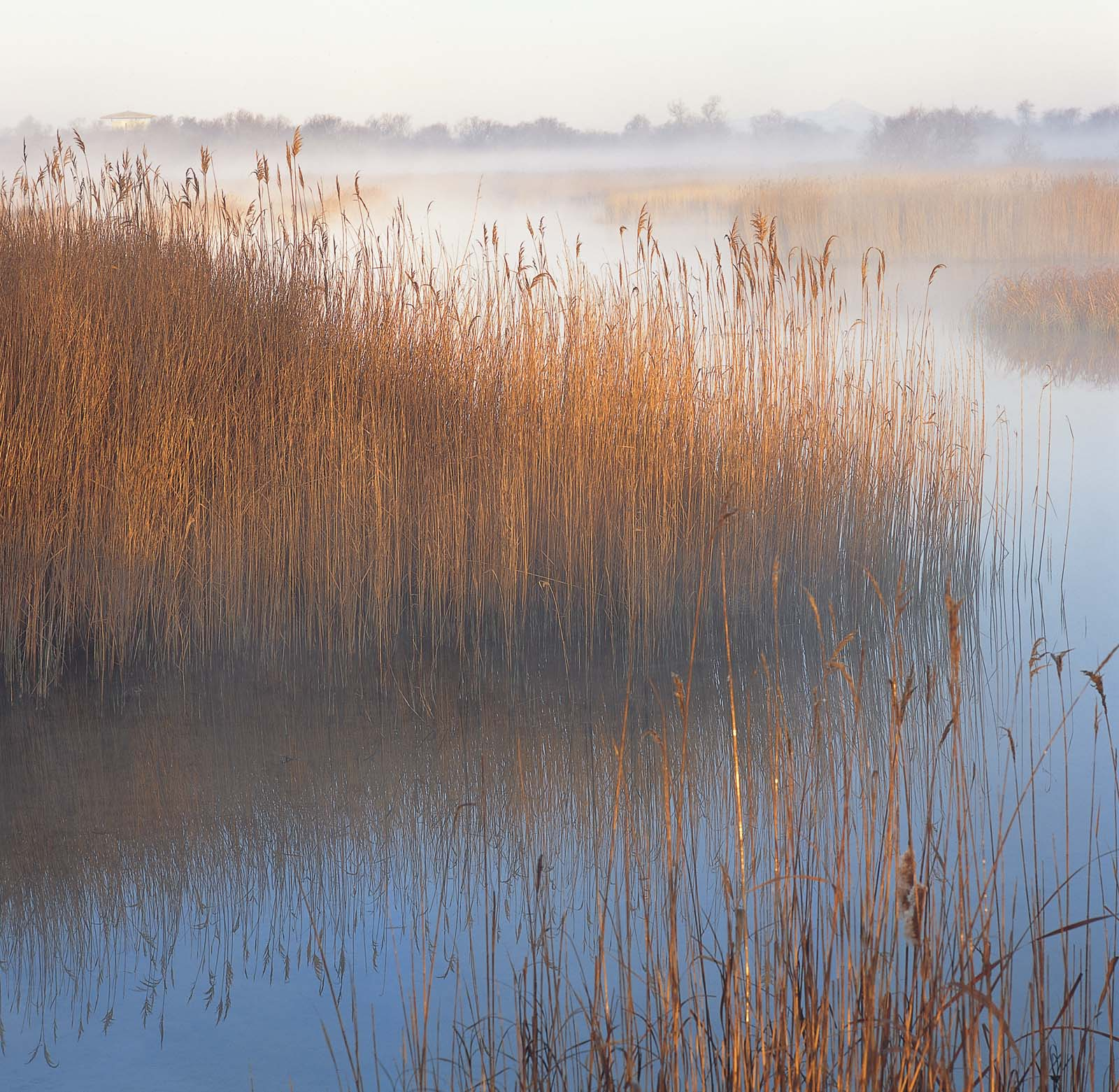
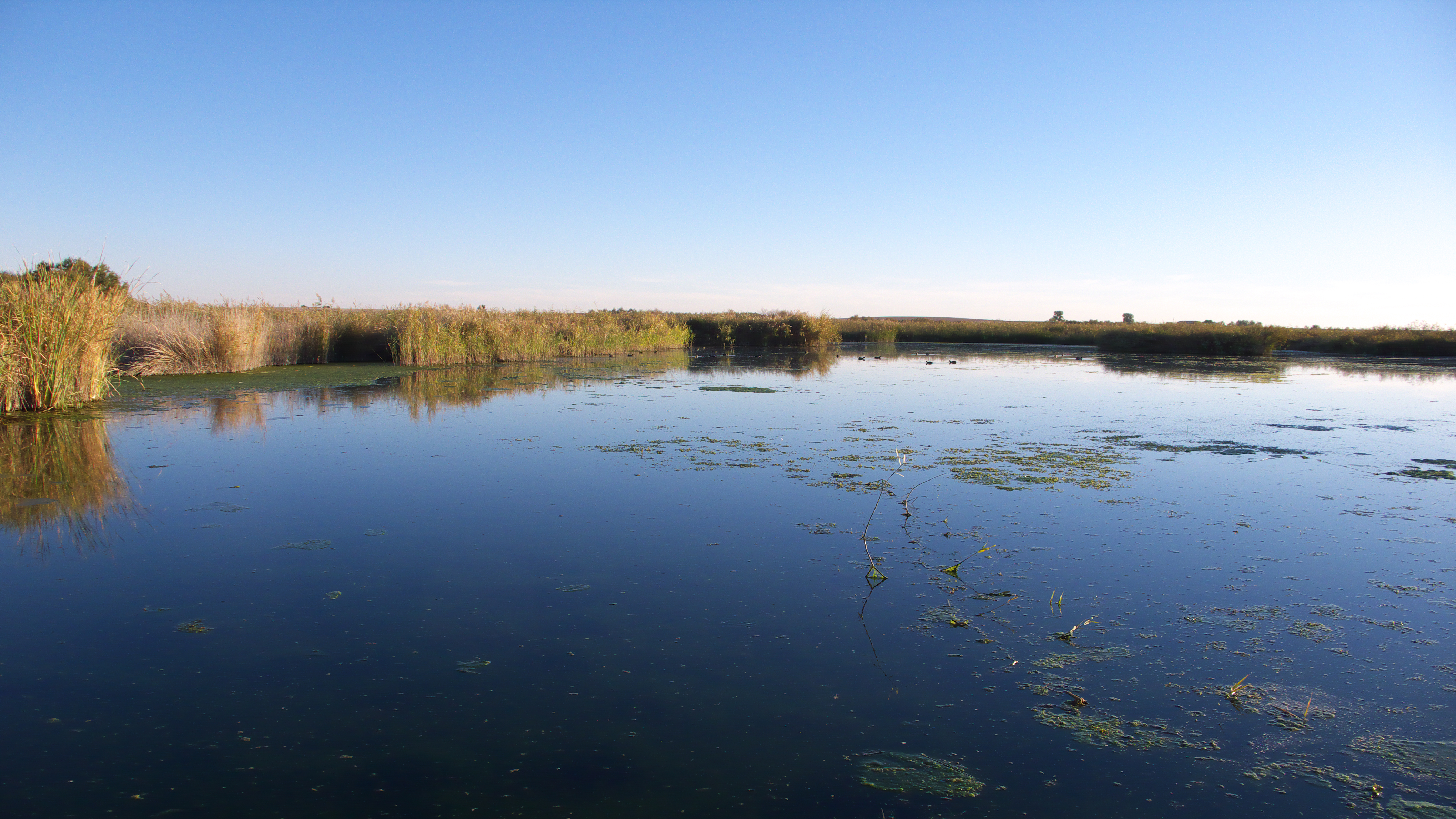
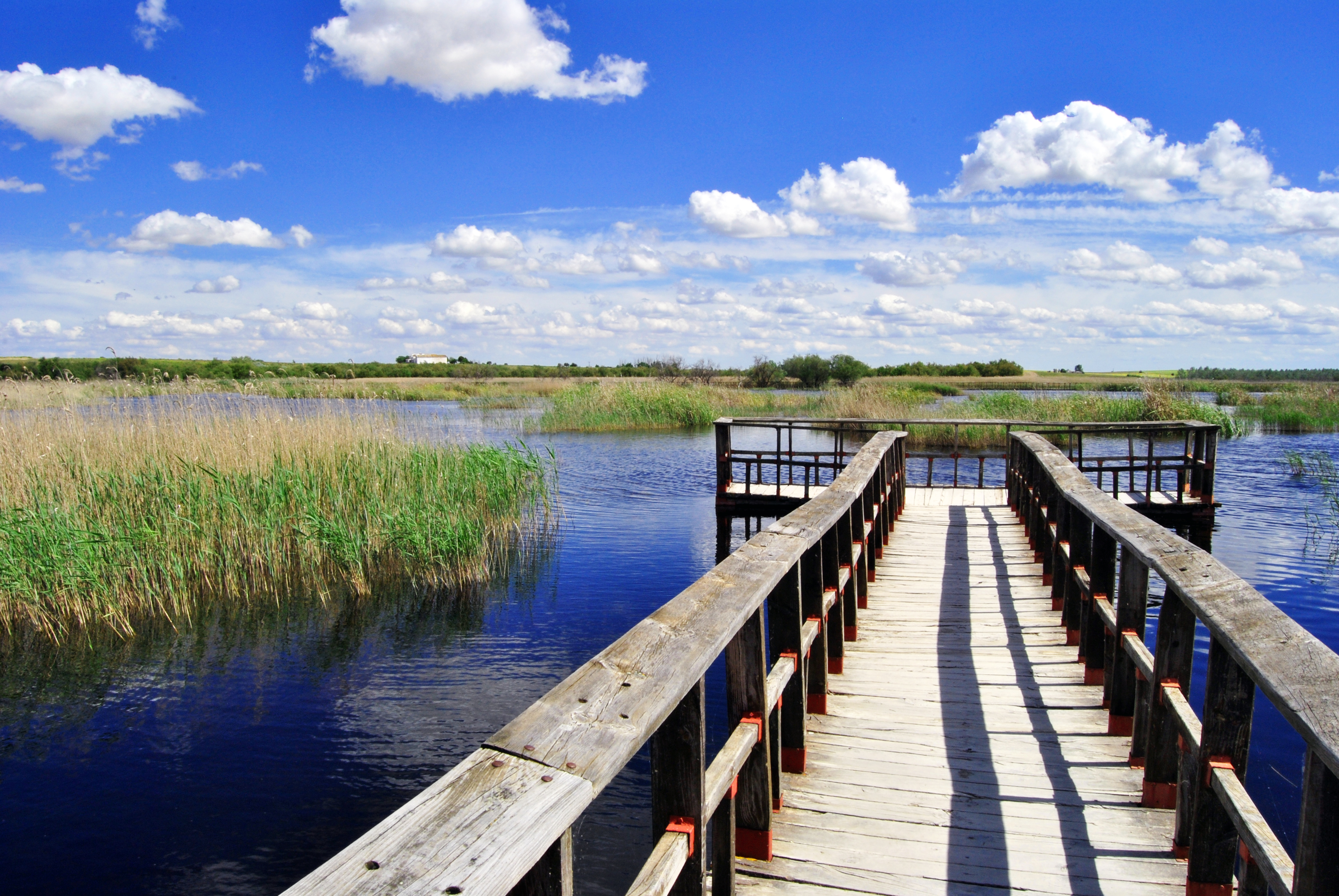

Aigüestortes i Estany de Sant Maurici · 
Archipiélago de Cabrera ·   
Cabañeros · 
Caldera de Taburiente · 
Doñana · 
Garajonay · 
Islas Atlánticas de Galicia · 
Monfragüe · 
Ordesa y Monte Perdido · 
Picos de Europa · 
Sierra de Guadarrama · 
Sierra de las Nieves ·
Sierra Nevada · 
Tablas de Daimiel · 
Teide · 
Timanfaya